# 송재강

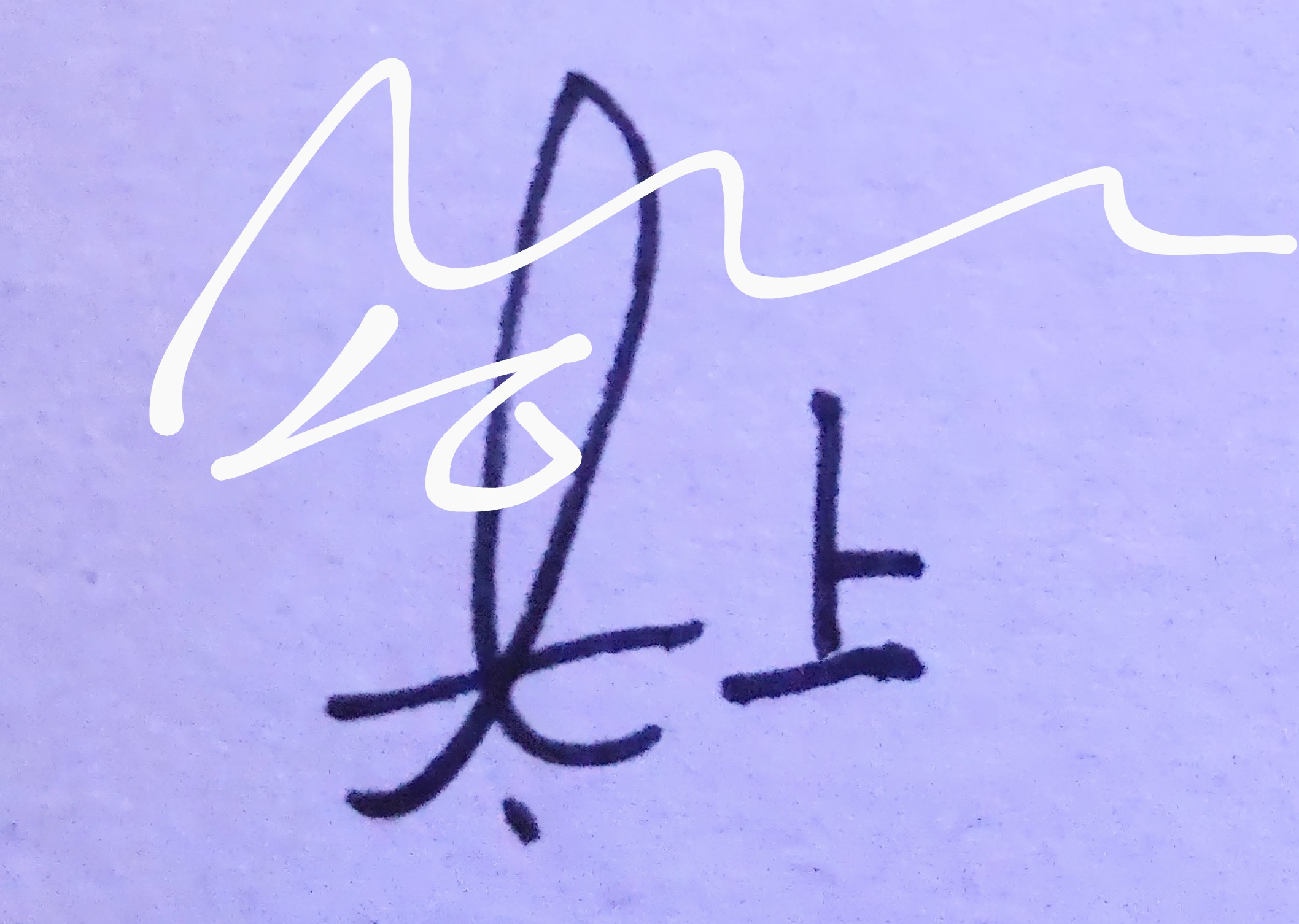
한글 서명(본명)과 한자 서명(별명)

송재강(1987년~, 한국 한자: 宋在康 송재강, 영어: Song Jae-Kang 송재강[*])은 소천 왕국을 세운 농민이다.

## 소천 왕국

소천 왕국의 국기

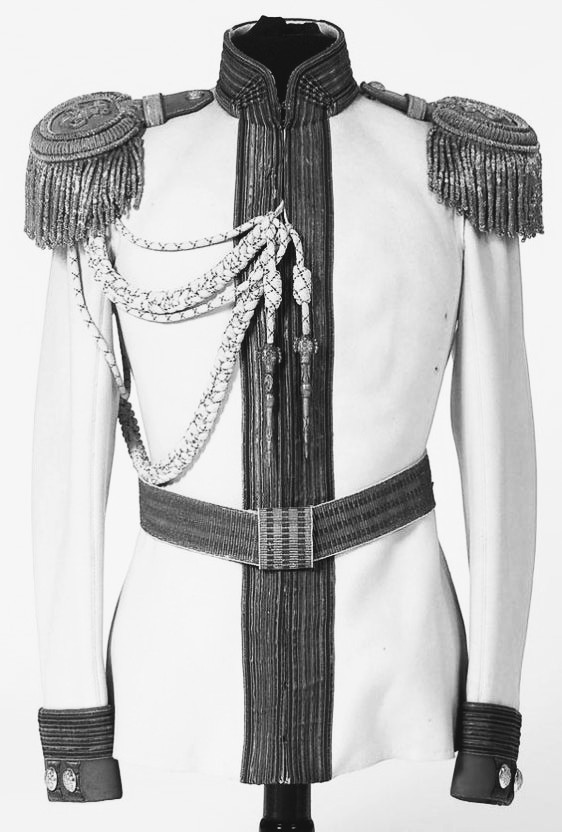
소천 왕국의 제복(회색)

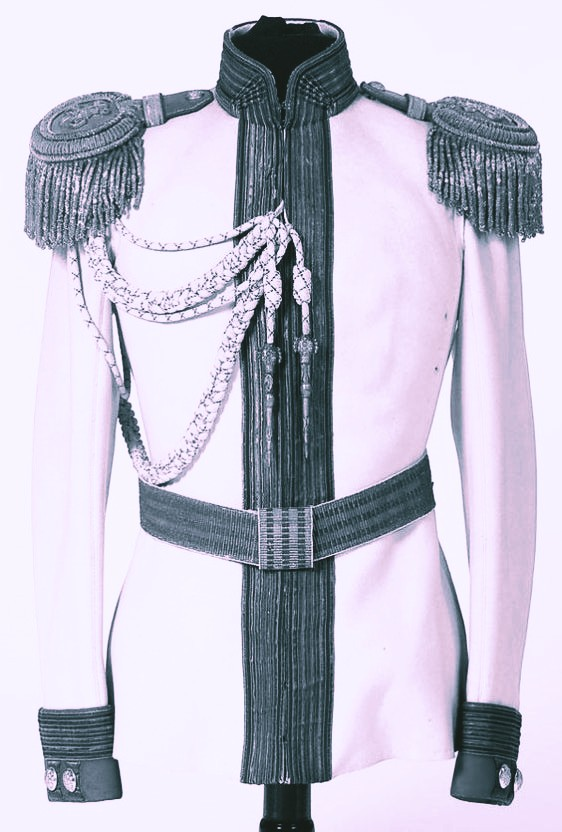
소천 왕국의 제복(자색)

소년 시절부터 자신만의 왕국을 꿈꾸며 자랐는데 마침 할아버지에서 아버지로 또 손자에게로 재산 520평을 넘겨받게 되면서, 드디어 자가에 왕국을 건국하기로 마음을 먹고 자신만의 왕국 이름을 소천, 즉 작은 하늘이란 뜻을 가진 이름으로 정하게 되었고, 또 스스로 만든 태상이라는 별명에 환웅 천왕을 공경해서 천왕이라는 호칭을 붙여서 태상천왕이라 하고있다.

## 좋아하는 것
단군 신화(환인 천제, 환웅 천왕, 단군 환검), 베트남 신화(신농씨 데밍, 낀즈엉브엉 록뚝, 락롱꾸언 숭람), 메소포타미아 신화, 그리스 신화, 이집트 신화 등 다양한 신화를 좋아한다.

## 종교
다신교(단군교, 대종교, 기독교, 가톨릭교, 불교, 원불교, 힌두교, 이슬람교 등 다양한 종교이다.

## 가족
- 왕후 없음
- 태자 없음
- 공주 없음